# سفر زیارتی

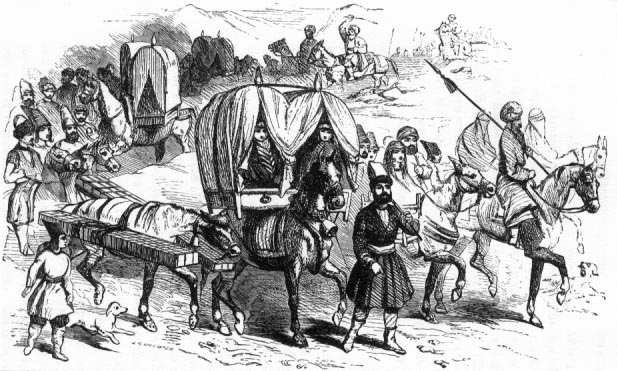
زائران ایرانی کربلا. از کتاب مری شیل در مورد ایران. ۱۸۵۶ میلادی.

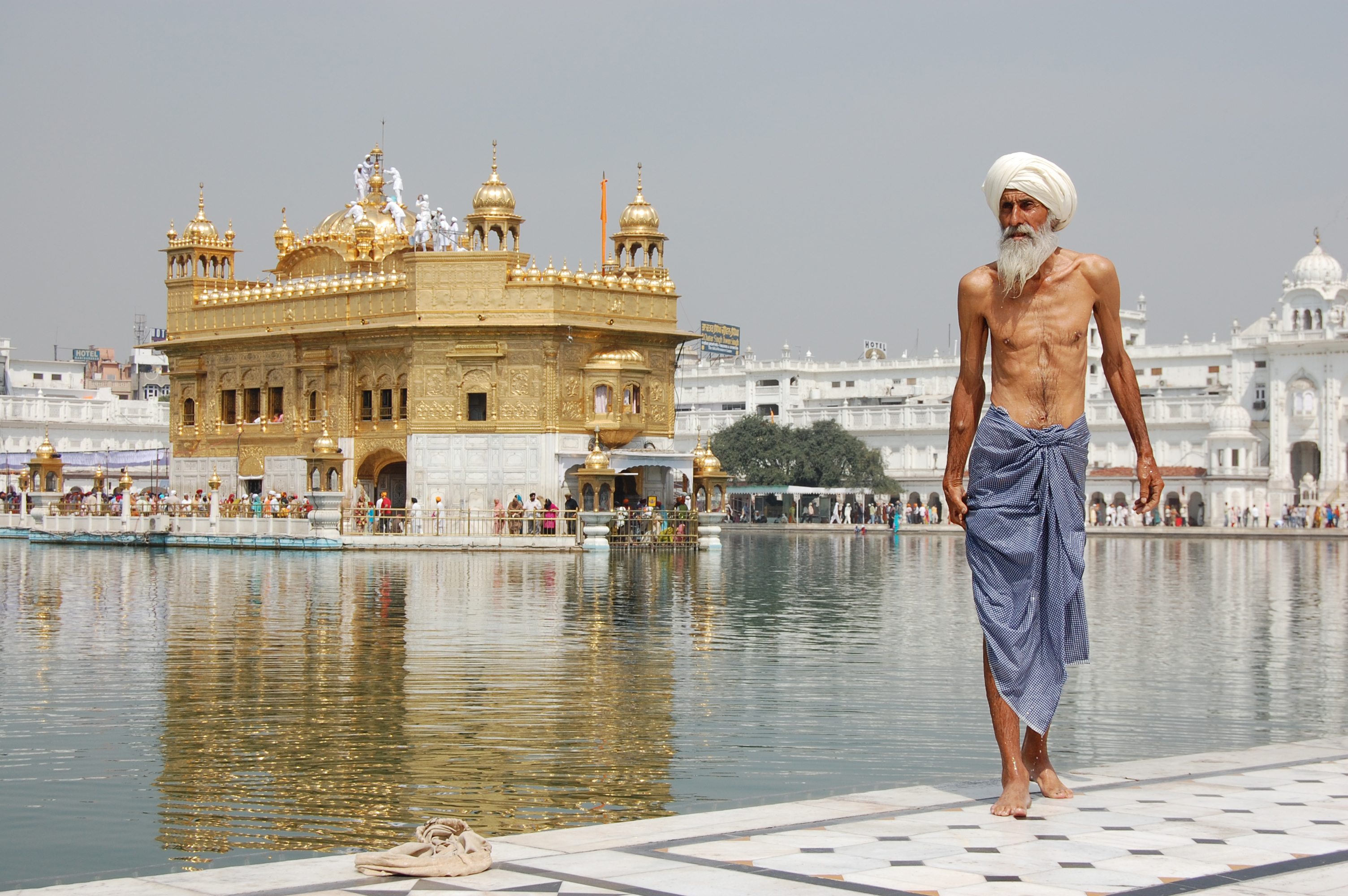
زائر سیک در معبد طلایی در امریتسار، هند.

سفر زیارتی یا زیارت در لغت یعنی دیدار کردن با قصد؛ و در معنای مذهبی عزیمتی است (ظاهری یا باطنی) به اماکن مذهبی که از سوی پیروان یک دین برای به پا داشتن یک آیین یا فریضه دینی انجام می‌گیرد.
پدیدهٔ سفر زیارتی کمابیش در بیشتر دین‌های جهان وجود دارد. به شخصی که به زیارت می‌رود زائر گفته می‌شود و جمع آن زُوّار است.

## معنای زیارت
در کتاب مفردات راغب اصفهانی آمده است: «زور: الزوار اعلی الصدر و زرت فلاناً تلقیته بزوری اَو قَصدت زوره نحو وجهته» یعنی، زور به بالای سینه گویند و فلانی را زیارت کردم، یعنی با بالای سینه‌ام او را ملاقات کردم، یا این‌که قصد نمودم بالای سینه او را؛ (یعنی او را ببینم، چرا که انسان همیشه سر و بالای سینهٔ مخاطب و زائر را زیارت می‌کند و به پای شخص کاری ندارد) هنگامی که به سویش توجه نمودم.
احمد بن فارس می‌گوید: «زائر را از آن جهت زائر می‌گویند که وقتی به زیارت تو می‌آید، از غیر تو عدول می‌گرداند».

## یهودیت
زمانی که معبد سلیمان پابرجا بود، اورشلیم مرکز مذهبی یهودیان و محل برگزاری سه جشن زیارتی عید فصح، شاووت و سوکوت بود و بر همه مردان بالغی که می‌توانستند از معبد دیدن کنند و قربانی کنند واجب بود. پس از ویرانی معبد، دیگر الزام بازدید از اورشلیم و قربانی کردن اعمال نمی‌شود. این تعهد با بازسازی معبد احیا شد، اما پس از ویرانی آن در سال ۷۰ پس از میلاد، تعهد به زیارت اورشلیم و قربانی کردن دوباره متوقف شد.
دیوار حائل غربی کوه معبد، معروف به دیوار غربی یا دیوار ندبه، قسمت باقی مانده از معبد دوم یهودیان در شهر قدیمی اورشلیم است که مقدس‌ترین و پر بازدیدترین مکان برای یهودیان است. از سال ۱۹۴۸ تا ۱۹۶۷، زمانی که بیت‌المقدس شرقی تحت کنترل اردن بود، زیارت این منطقه برای یهودیان ممنوع بود.
مقاصد زیارتی دیگر یهودیان، مقبره‌های زدیکیم هستند که در سرتاسر فلسطین و سراسر جهان وجود دارند، از جمله: الخلیل. بیت لحم کوه مرون؛  نتیووت؛ اومان، اوکراین؛ سیلیسترا، بلغارستان؛ دامنهور، مصر؛ و بسیاری دیگر.

دیوار ندبه محل زیارتی یهودیان در بیت‌المقدس

بسیاری از خاخام‌ها ادعا می‌کنند که حتی امروزه پس از تخریب معبد، فریضه ای برای زیارت در روزهای تعطیل وجود دارد.

## مسیحیت
سفر زیارتی مسیحیان برای اولین بار به مکان‌های مرتبط با تولد، زندگی، مصلوب شدن و رستاخیز عیسی مسیح انجام شد. جدای از نمونه اولیه اوریگن در قرن سوم، توصیف‌های باقی‌مانده از زیارت‌های مسیحی به سرزمین مقدس مربوط به قرن چهارم میلادی است، زمانی که زیارت توسط پدران کلیسا از جمله سنت جروم تشویق شد و توسط سنت هلنا، مادر کنستانتین کبیر تأسیس شد.
هدف از سفر زیارتی مسیحیان توسط پاپ بندیکت شانزدهم به این صورت خلاصه شده است:
رفتن به سفر زیارتی صرفاً بازدید از مکانی برای تحسین گنجینه‌های طبیعت، هنر یا تاریخ آن نیست. رفتن به زیارت در واقع به معنای بیرون آمدن از خودمان است تا با خدا در جایی که خود را آشکار کرده است ملاقات کنیم، جایی که فیض او با شکوه خاصی درخشیده است و ثمرات غنی تبدیل و تقدس را در میان مؤمنان به بار آورده است. مهم‌تر از همه، مسیحیان به زیارت سرزمین مقدس می‌روند، به مکان‌هایی که با شور، مرگ و رستاخیز خداوند مرتبط است. آنها به رم، شهر شهادت پطرس و پولس، و همچنین به کامپوستلا می‌روند، که با یاد و خاطره سنت جیمز، پذیرای زائرانی از سراسر جهان است که می‌خواهند روح خود را با شهادت رسول ایمان و عشق تقویت کنند.
زیارت‌هایی نیز به روم و سایر مکان‌های مرتبط با رسولان، مقدسین و شهدای مسیحی و همچنین مکان‌هایی که مظاهر مریم باکره وجود داشته، انجام می‌شود. یک سفر زیارتی محبوب در امتداد راه سنت جیمز به کلیسای جامع سانتیاگو د کامپوستلا، در گالیسیا، اسپانیا، جایی که زیارتگاه جیمز رسول قرار دارد، است.
یک سفر زیارتی ترکیبی هر هفت سال در سه شهر مجاور ماستریخت، آخن و کورنلیمونستر برگزار می‌شد که بسیاری از آثار مهم را می‌توان دید (زیارت ماستریخت).

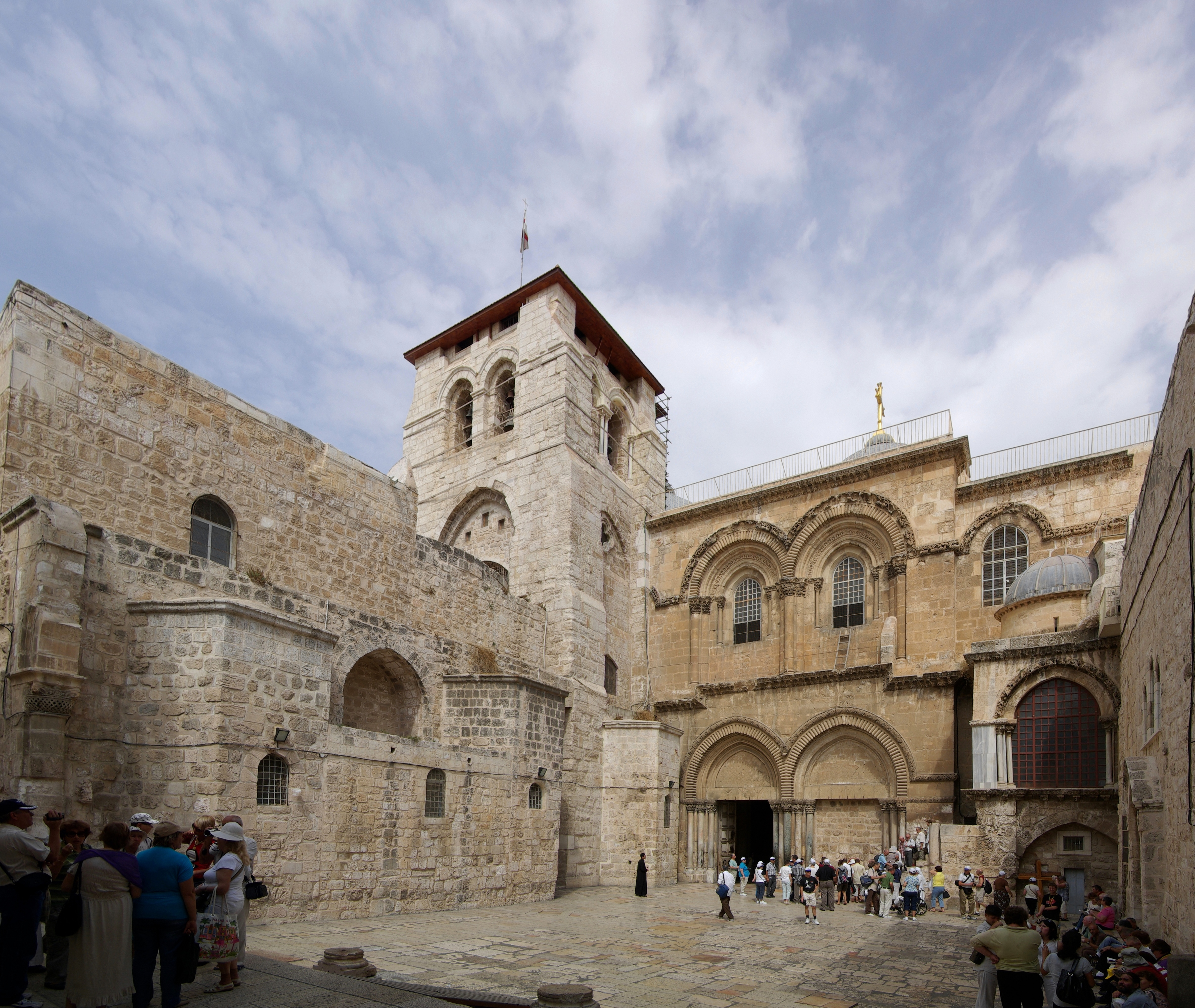
کلیسای جامع اورشلیم زیارتگاه اصلی مسیحیان

چاسر در قصه‌های کانتربری داستان‌هایی را بازگو می‌کند که زائران مسیحی در راه رفتن به کلیسای جامع کانتربری و زیارتگاه توماس بکت گفته‌اند. زیارت ماریان همچنان در آمریکای لاتین بسیار محبوب است.

## زرتشت
در ایران مقاصد سفر زیارتی به نام پیر در چند استان وجود دارد که آشناترین آنها در استان یزد است. علاوه بر زیارتگاه‌های سنتی یزدی‌ها، مکان‌های جدیدی نیز ممکن است در حال تبدیل شدن به مقاصد زیارتی باشند. خرابه‌ها ویرانه‌های آتشکده‌های باستانی هستند. یکی از این مکان‌ها، خرابه آتشکده آذرگشناسپ دوره ساسانیان در استان آذربایجان ایران است. مکان‌های دیگر ویرانه‌های آتشکده ری در جنوب پایتخت تهران و ویرانه‌های فیروزآباد در شصت کیلومتری جنوب شیراز در استان پارس است.
آتش بهرام ("آتش پیروزی") بالاترین درجه آتشکده در آیین زرتشتی است. دارای ۱۶ نوع «آتش» است، یعنی آتش‌هایی که از ۱۶ منبع مختلف جمع شده‌اند. در حال حاضر ۹ آتش بهرام، یکی در یزد، ایران و بقیه در غرب هند وجود دارد که زیارتگاه هستند.

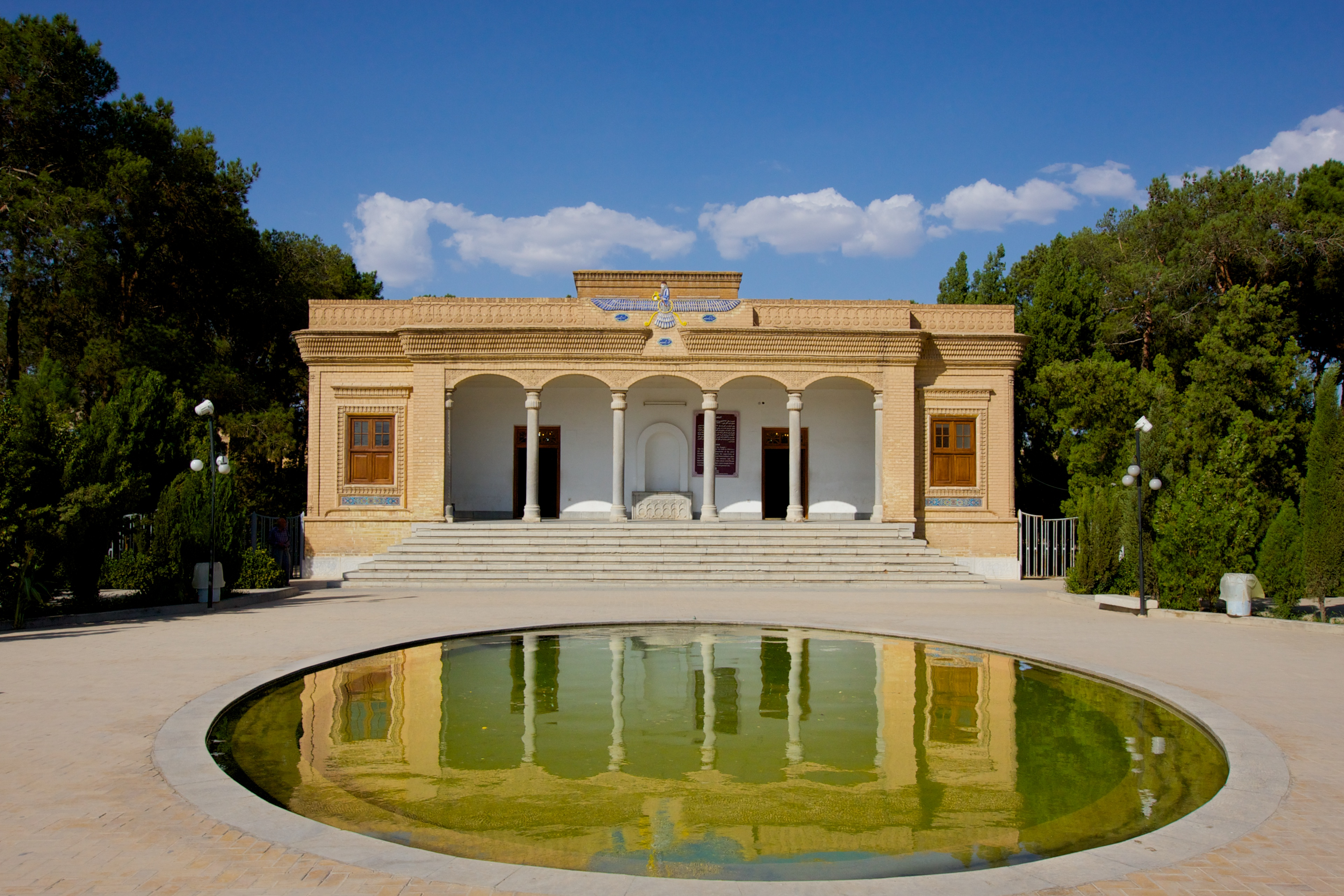
آتش بهرام یزد

در هند آتش بهرام ایرانشاه در شهر اودوادا در گجرات، یک مقصد زیارتی است.

## زیارت در شیعه

### مفهوم زیارت
زیارت در لغت به معنای میل و قصد چیزی یا کسی را کردن است و در فرهنگ شیعی به زیارت اهل قبور، اعم از چهارده معصوم و غیر آنان همچون امام‌زادگان، با حضور در محل دفن آنان به قصد گرامیداشت‌شان و سلام دادن بر آنان تحقق می‌یابد. همچنین در اصطلاح شیعی، به کلماتی که با آن چهارده‌معصوم یا امام‌زادگان زیارت می‌شوند، زیارت (نامه) گفته می‌شود؛ مانند زیارت عاشورا یا زیارتنامه جامعه کبیره.
زیارت برخی اوقات با آداب خاصی همراه است همچون غسل قبل از زیارت، خواندن دعا در هنگام غسل، پوشیدن لباس پاک و سفید، کوتاه برداشتن گام‌ها و… البته زیارت در فرهنگ شیعی، تنها به حضور فیزیکی در مکان مدفن خلاصه نشده و اصطلاح «زیارت از بعید» یا «زیارت از راه دور» نیز در اعتقادات اسلامی وجود دارد.

### فقه زیارت
محمد باقر مجلسی برای زیارتگاه و مقبره ائمه به اندازه کعبه اهمیت قایل است. او در پی القای آیین زیارت قبور ائمه شیعه به عنوان یک ضرورت اعتقادی شیعی است. تأکید مجلسی بر تکریم قبور و ضریح ائمه به عنوان یک واجب شیعی، ارتباط تنگاتنگی با مضمون مکرر او دارد که خداوند از طریق ائمه پرستیده می‌شود.
به گفته مجلسی، زیارت مرقد ائمه به ویژه امام حسین و اشک ریختن برای امام حسین از ابزارهای کلیدی برای کسب فیض یا کفاره همه گناهان و ورود مستقیم به بهشت است. و هرکس برای امام حسین مرثیه ای بخواند و اشک خود یا یک یا پنجاه نفر دیگر را در بیاورد، قطعاً جایی در بهشت خواهد داشت.

### اماکن زیارتی
اماکن زیارتی شیعه مکه، مدینه مرقد پیامبر اسلام و قبرستان بقیع، آرامگاه امامان شیعه از جمله عتبات عالیات در نجف و کربلا و کاظمین و سامرا در عراق و آرامگاه امام رضا در مشهد و مرقد امامزاده‌ها است. به کسی که سفر زیارتی به مکه را انجام داده، حاجی گفته می‌شود، به کسی که به عتبات عالیات سفر کرده کربلایی و به کسی که آرامگاه امام رضا را زیارت کرده مشهدی گفته می‌شود. 

## زیارت از راه دور
زائری که قادر به سفر به اماکن مذهبی نیست کسی را به عنوان نایب در نظر می‌گیرد تا به جای او زیارت کند. این کار زیارت نیابتی نام دارد و به شخصی که آن را بر عهده می‌گیرد نائب‌الزیاره می‌گویند. در سال‌های اخیر با نفوذ اینترنت میان مردم، ارائهٔ خدمات مذهبی در فضای مجازی گسترش یافته و در حوزه زیارت نیز سرویس‌هایی مانند زیارت آنلاین (پخش زنده از اماکن متبرکه) و زیارت مجازی ارائه می‌شود. در زیارت مجازی اماکن متبرکه مانند تور مجازی شبیه‌سازی شده تا بازدیدکننده بتواند به قسمت‌های مختلف آن مراجعه و ارتباط قلبی برقرار کند.